# Unchained Melody
〈Unchained Melody〉는 알렉스 노스가 작곡, 히 자렛이 작사한 1955년 노래다. 원래 별 반향 없이 묻힌 감옥물 《언체인드》의 주제가로 써진 곡이다. 영화에서는 토드 던컨이 부른 버전이 써졌다. 노래의 발표 이래로 굉장히 유명해져서, 20세기 가장 다녹음된 곡 중 하나로 인정되어 있으며, 가장 유명하다 할 버전은 라이처스 브라더스의 녹음이다. 본 곡의 출반관리사 측에서의 기록에 의하자면 본 곡은 670명도 넘는 음악인에 의해 영어 포함 다언어로 1,500회가 넘게 녹음되었다 한다.
1955년에 본 곡을 취입한 레스 백스터, 앨 히블러, 로이 해밀튼의 버전이 몽땅 미국 빌보드 상위 10위에 들뜨려졌었으며, 또 영국에서는 앨 히블러, 레스 백스터, 지미 영, 리버라치의 버전이 일제히 상위 20위에 갔었다. 영국에서의 이 차트진입 기록은 지금까지 다른 어떤 곡도 넘지를 못했다. 21세기 들어서도 변함없이 차트를 오르내리고 있으며, 2014년에 〈Do They Know It's Christmas?〉가 세운 기록을 제하자면, 영국에서 본 곡의 각각 다른 네 가지 녹음의 1위 달성에 맞먹는 기록을 가진 곡은 없다.
1965년 7월 라이처스 브라더스(실은 바비 햇필드의 단독)가 취입한 버전은 20세기 말 주크박스 스탠더드로 자리매김을 했다. 햇필드가 가락을 다르게 손본 라이처스 브라더스의 이 버전은 연후의 많은 녹음이 참고한 전범이 되었다. 또 이 버전은 1990년 영화 《고스트》의 인기에 편승해 제2 성공을 거두게 된다. 2004년에는 미국영화 주제가에서만 골라 선록한 AFI의 100대 영화주제가에서 27위에 올랐다.